# Bartelshagen II b. Barth
Bartelshagen II b. Barth is een ortsteil van de Duitse gemeente Saal in de deelstaat Mecklenburg-Voor-Pommeren. De plaats ligt in een vlak gebied tussen de steden Barth en Ribnitz-Damgarten. Tot 1 januari 2014 was Bartelshagen een zelfstandige gemeente.